# Austrosyrrhoe fimbriatus
Austrosyrrhoe fimbriatus är en kräftdjursart som först beskrevs av Stebbing och Robertson 1891.  Austrosyrrhoe fimbriatus ingår i släktet Austrosyrrhoe och familjen Synopiidae. Inga underarter finns listade i Catalogue of Life.